# Gymnostreptus geayi
Gymnostreptus geayi är en mångfotingart som först beskrevs av Henri W. Brölemann 1898.  Gymnostreptus geayi ingår i släktet Gymnostreptus och familjen Spirostreptidae. Inga underarter finns listade i Catalogue of Life.